# Hans Sloane
Hans Sloane (Killyleagh, 16 aprile 1660 – Chelsea, 11 gennaio 1753) è stato un medico e naturalista britannico.
Nel 1727 succedette a Isaac Newton nella presidenza della Royal Society, carica che mantenne sino al 1741.
Lasciò nel testamento come una specie di "offerta" a re Giorgio II di Gran Bretagna (di cui era il medico ufficiale) la sua collezione di vegetali e reperti di altro tipo (raccolti soprattutto durante un suo viaggio in Giamaica) ma anche di antichità e altri manufatti, che andò a costituire il nucleo di quello che divenne il British Museum di Londra. Infatti le sue collezioni (da lui stesso valutate 70.000 sterline e comunque tra le 50.000 e 70.000) vennero offerte alla nazione a "sole" 20.000 sterline affinché non venissero disperse. Tale acquisto fu poi finalizzato con il British Museum Act nello stesso 1753.
Sembra sia anche l'inventore della cioccolata calda ed a lui sono dedicate a Londra (quartiere di Chelsea) Sloane Street e la piazza di Sloane Square.

## Biografia
Nacque a Killyleagh, nella contea di Down, Irlanda del Nord, dove suo padre era a capo della colonia di scozzesi inviati sull'isola da re Giacomo I. Sin da giovanissimo manifestò la sua passione per il collezionismo con particolare attenzione agli oggetti curiosi e insoliti. Una volta cresciuto questa sua tendenza lo portò ad interessarsi alla medicina e per questo motivo si trasferì a Londra dove iniziò a studiare botanica e farmacia. Le sue notevoli collezioni furono importante oggetto di studio per il naturalista John Ray e per il grande chimico e fisico Robert Boyle.
Nel 1683 Sloane intraprese un lungo viaggio in Francia per continuare i suoi studi di medicina e botanica e dove si laureò nel 1684, e dove conobbe alcuni dei botanici più importanti dell'epoca, come Joseph Pitton de Tournefort e Pierre Magnol. Sloane rimase molto affascinato dalla continua ricerca di questi due botanici per nuove specie vegetali, e ne fece un vero e proprio metodo di studio. Nel 1685 fece ritorno in Inghilterra dove divenne membro dell'appena sorta Royal Society, e poté così entrare in contatto con il grande medico Thomas Sydenham, che ne fece il suo pupillo. Nel 1687 divenne fellow del Royal College of Physicians e accettò l'offerta di recarsi in qualità di medico al seguito del Barone di Lansdowne nella sua spedizione diretta in Giamaica, in seguito alla quale pubblicò The Natural History of Jamaica(1707). Prima di partire Sloane ricevette sia dal suo amico Ray che da Robert Boyle il compito di raccogliere più campioni possibile di studio, e durante i tre mesi di viaggio si dedicò allo studio della fosforescenza dell'acqua marina e delle abitudini migratorie degli uccelli acquatici. Le pubblicazioni di Sloane furono illustrate dal pittore e naturalista Eleazar Albin.

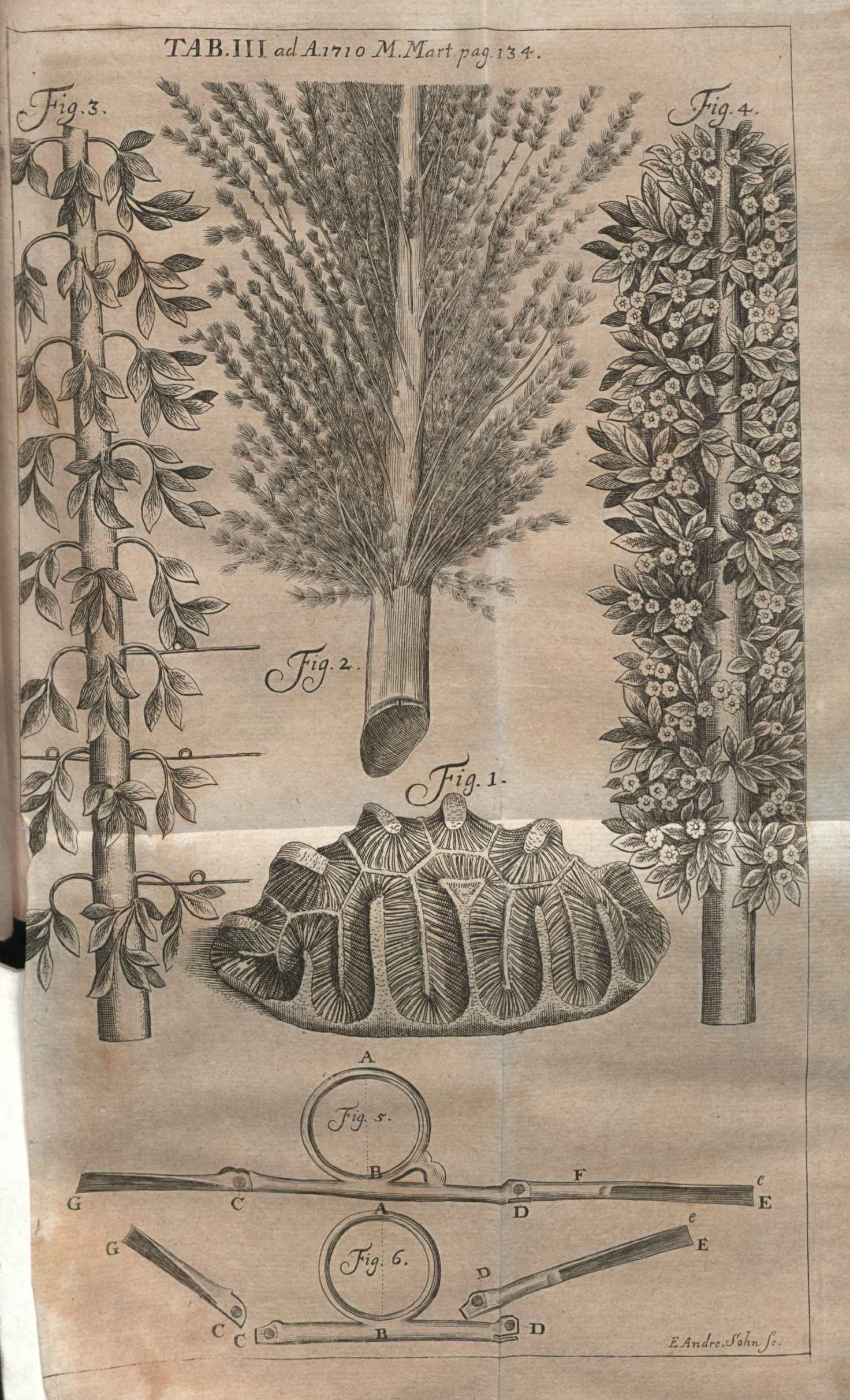
Illustrazione di apparato alla recensione del primo volume de A voyage to the islands Madera, Barbados, Nieves, S. Christophers and Jamaica pubblicata sugli Acta Eruditorum del 1710

Lasciò alla figlia Sarah (la prima delle sue due figlie), sposata a Lord Cadogan, la sua grande proprietà di Chelsea Manor nel centro dell'omonimo attuale quartiere londinese, un'ex residenza reale con una tenuta di circa un kmq che fu poi urbanizzata con la creazione di strade e piazze dedicate ai Cadogan o allo stesso Sloane (come Sloane Street), ed è ancora la base della ricchezza familiare dei Conti Cadogan.